# Райдужний (зупинний пункт)
Ра́йдужний (до 2024 —  «Троєщина-2») — пасажирський зупинний пункт Київської дирекції Південно-Західної залізниці. Розташований на дільниці Дарниця — Київ-Волинський (через Почайну) між зупинним пунктом Воскресенка і постом 17 км.
Зупинний пункт має дві платформи берегового типу. Платформа у напрямку станції Почайна суміщена із однойменною станцією швидкісного трамвая. На зупинному пункті зупиняються лише поїзди міської електрички.

## Історія
25 жовтня 2012 року, паралельно з відкриттям нової лінії швидкісного трамвая, запрацював новий зупинний пункт столичної міської електрички «Троєщина-2». За лічені дні нова станція стала однією з найпопулярніших на маршруті.
18 січня 2024 року Київська міська рада перейменувала зупинкову платформу «Троєщина-2» на зупинкову платформу «Райдужний».
Улітку 2024 року зупинкова платформа берегового типу, розташована з боку Русанівських садів, зазнала масштабної реконструкції. Було проведено капітальний ремонт платформи, а також її модернізацію. Зокрема, для забезпечення безбар'єрного доступу на платформу облаштували пандуси.
У 2025 році на обох платформах зупинного пункту планується збудувати ліфтові башти та сходи. Це дасть змогу забезпечити зручний та безпечний доступ до міської електрички та швидкісного трамвая для всіх категорій громадян, зокрема людей з обмеженими можливостями. Зазначена модернізація, особливо з урахуванням появи нової зупинки громадського транспорту під розворотним кільцем швидкісного трамвая на Воскресенських садах, є важливим кроком у розвитку інклюзивної міської інфраструктури.